# Покровка (Есильский район)
Покро́вка (каз. Покровка) — село в Есильском районе (бывший Ленинский район) Северо-Казахстанской области Казахстана, основанное русскими переселенцами в 1891 году. Расположено на реке Ишим. Административный центр Покровского сельского округа. В селе имеется фельдшерско-акушерский пункт и сельскохозяйственный колледж. Недалеко от Покровки расположены памятники железного века.

## География
Село Покровка расположено на правом берегу Ишима, в 10 км от районного центра — села Явленка и в 95 км от областного центра — Петропавловска. Рядом с Покровкой находится озеро Солёное.

## История
Село под первоначальным названием Покровское было основано на урочище Кресты в 1891 году. Первыми жителями стали 174 семьи русских крестьян-переселенцев. Приказом Акмолинского губернского земельного управления от 25 сентября 1923 года в селе создан сельскохозяйственный техникум.
В 1925 году Акмолинская губерния была ликвидирована, и село перешло в новообразованный Кызыл-Джарский (с 1928 года — Петропавловский) округ. С образованием в 1932 году Карагандинской области село вошло в её состав. Постановлением ВЦИКа от 29 июля 1936 года село, в составе северных районов области и Каркаралинского округа было выделено в Северо-Казахстанскую область, в составе которой Покровка остаётся до сих пор.
В сентябре 2014 года на базе Есильского сельскохозяйственного колледжа прошёл Форум сельской молодёжи Северо-Казахстанской области «Жастар — Отанға 2014» в первый раз за историю района.

## Население
В 1999 году население Покровки составляло 2109 человек (1001 мужчина и 1108 женщин). По данным переписи 2009 года, в селе проживало 1862 человека (895 мужчин и 967 женщин).
| Численность населения | Численность населения | Численность населения | Численность населения | Численность населения |
| 1999                  | 2009                  | 2014                  | 2015                  | 2016                  |
| --------------------- | --------------------- | --------------------- | --------------------- | --------------------- |
| 2109                  | ↘1862                 | ↗1871                 | ↗1872                 | ↘1790                 |

| Количество дворов | Количество дворов | Количество дворов |
| 2014              | 2015              | 2016              |
| ----------------- | ----------------- | ----------------- |
| 668               | ↗673              | ↘661              |

## Экономика
В Покровке расположены асфальтовый завод, 3 предприятия по производству хлеба, 1 предприятие по производству муки и отрубей, а также электросетевой участок энергетической компании ТОО «Североказахстанский энергоцентр».

### Инфраструктура и социальные объекты
Из объектов социального значения в Покровке имеются фельдшерско-акушерский пункт, библиотека, магазины, АТС и некоторые другие объекты. Из образовательных учреждений имеются средняя школа, детский сад, а также Есильский сельскохозяйственный колледж им. Жалела Кизатова, в котором были подготовлены более десяти тысяч специалистов, начиная с момента открытия. В Покровке расположен акимат Покровского сельского округа. Очагом социальной напряжённости в селе остаётся отсутствие разводящих сетей водопровода.

### Транспорт
С севера село примыкает к автомобильной дороге А16 Петропавловск — Жезказган, между 87 и 89 км. С востока село ограничено трассой КТ-19. Покровка связана с районным, областным центрами и другими населёнными пунктами трассами с твёрдым покрытием.

### Достопримечательности и туризм
В центральной части парка рядом сельскохозяйственным колледжем установлены памятники воинам, погибшим во время Великой Отечественной войны, и обелиск жертвам Западно-сибирского восстания. Также в селе находится бюст В. И. Ленина, расположенный перед старым учебным корпусом сельхозтехникума (ныне колледжа). Напротив одного из корпусов колледжа установлен памятник Герою Советского Союза Жалелу Кизатову, который с 1936 по 1940 год проходил там обучение. В окрестностях села находится 2 памятника археологии: курган раннего железного века «Покровка» и могильник «Покровка II».

## Фотогалерея

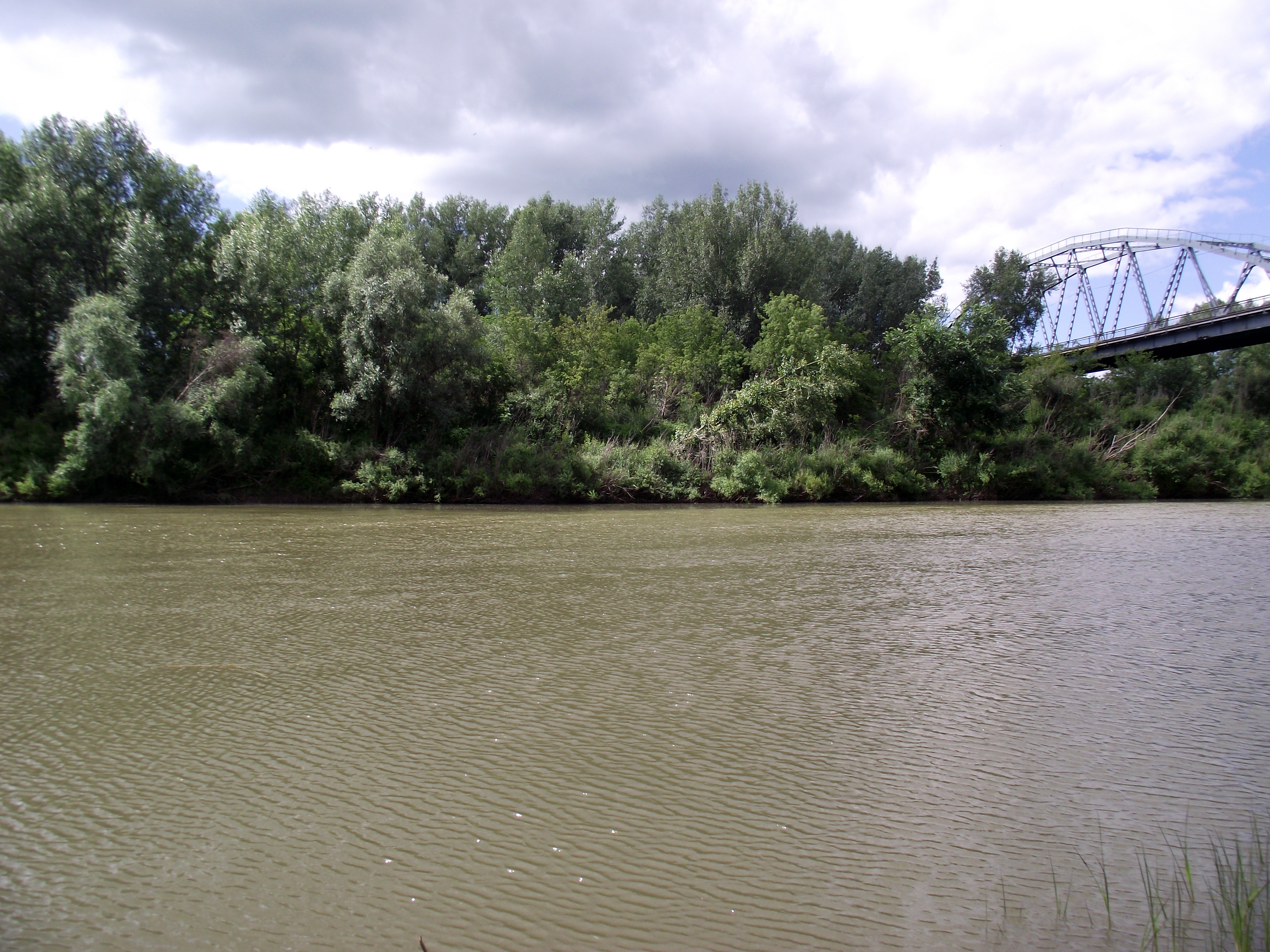
Вид на левый берег Ишима
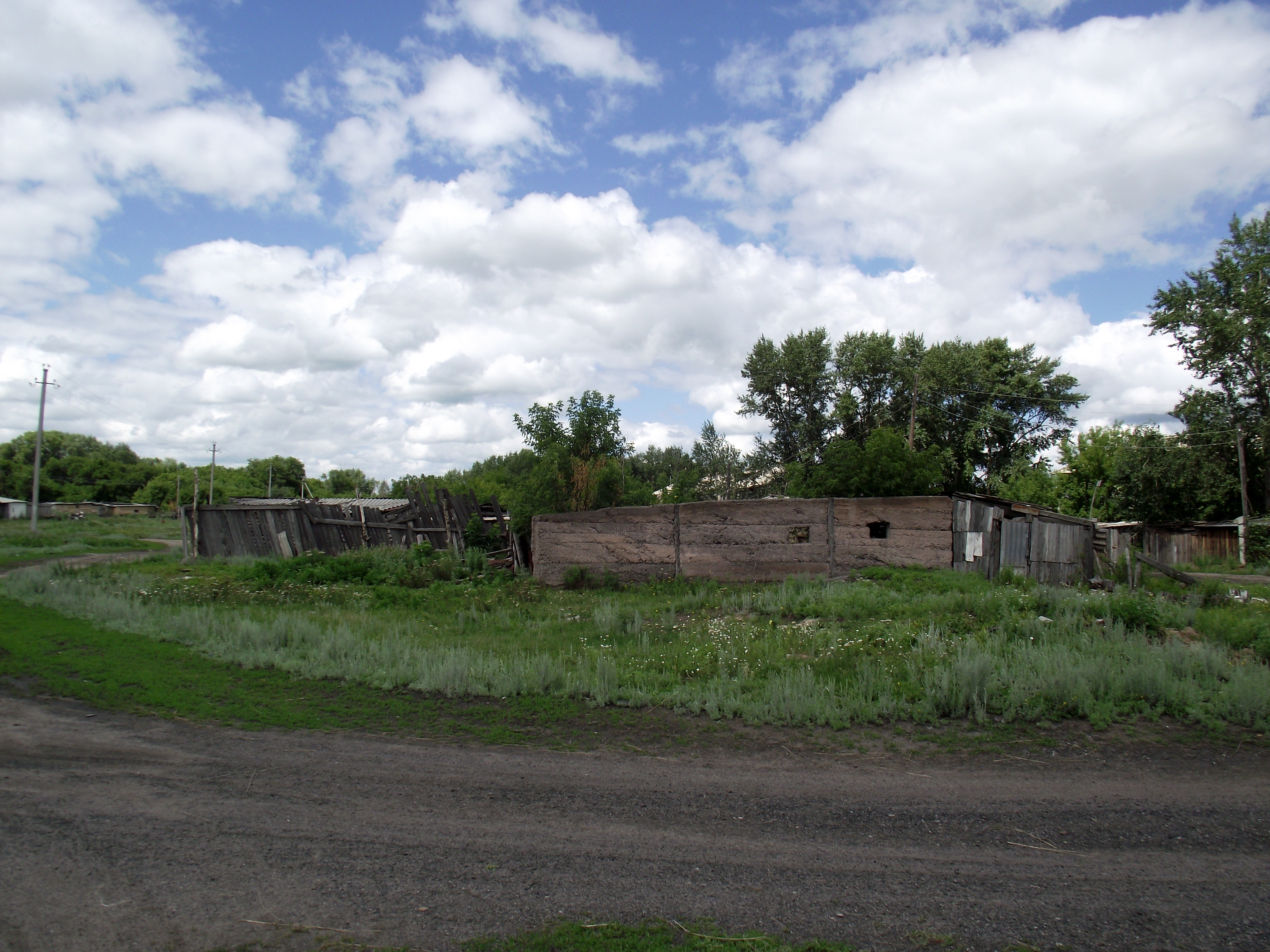
Хозяйственные постройки
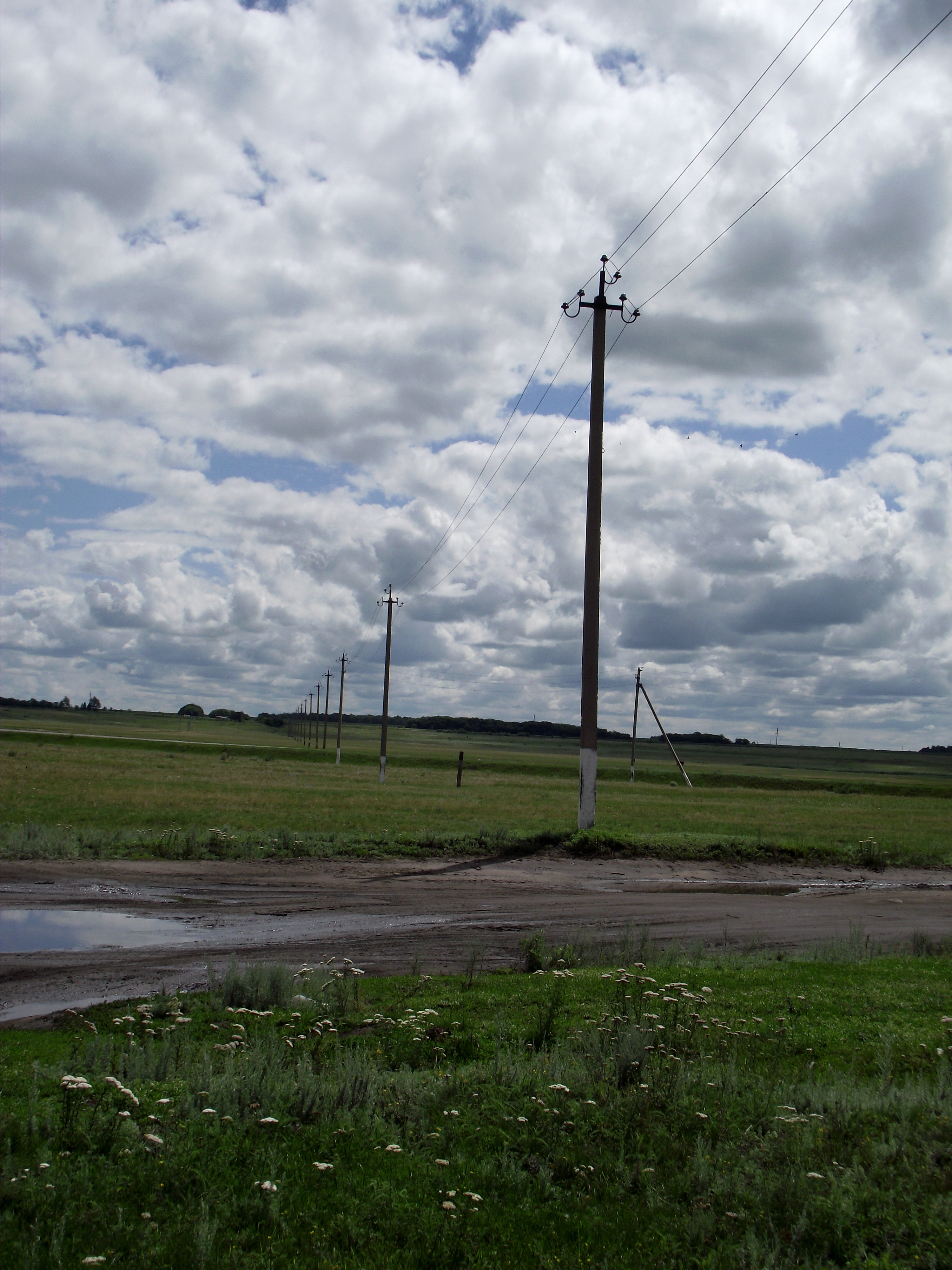
Северо-восточная окраина села
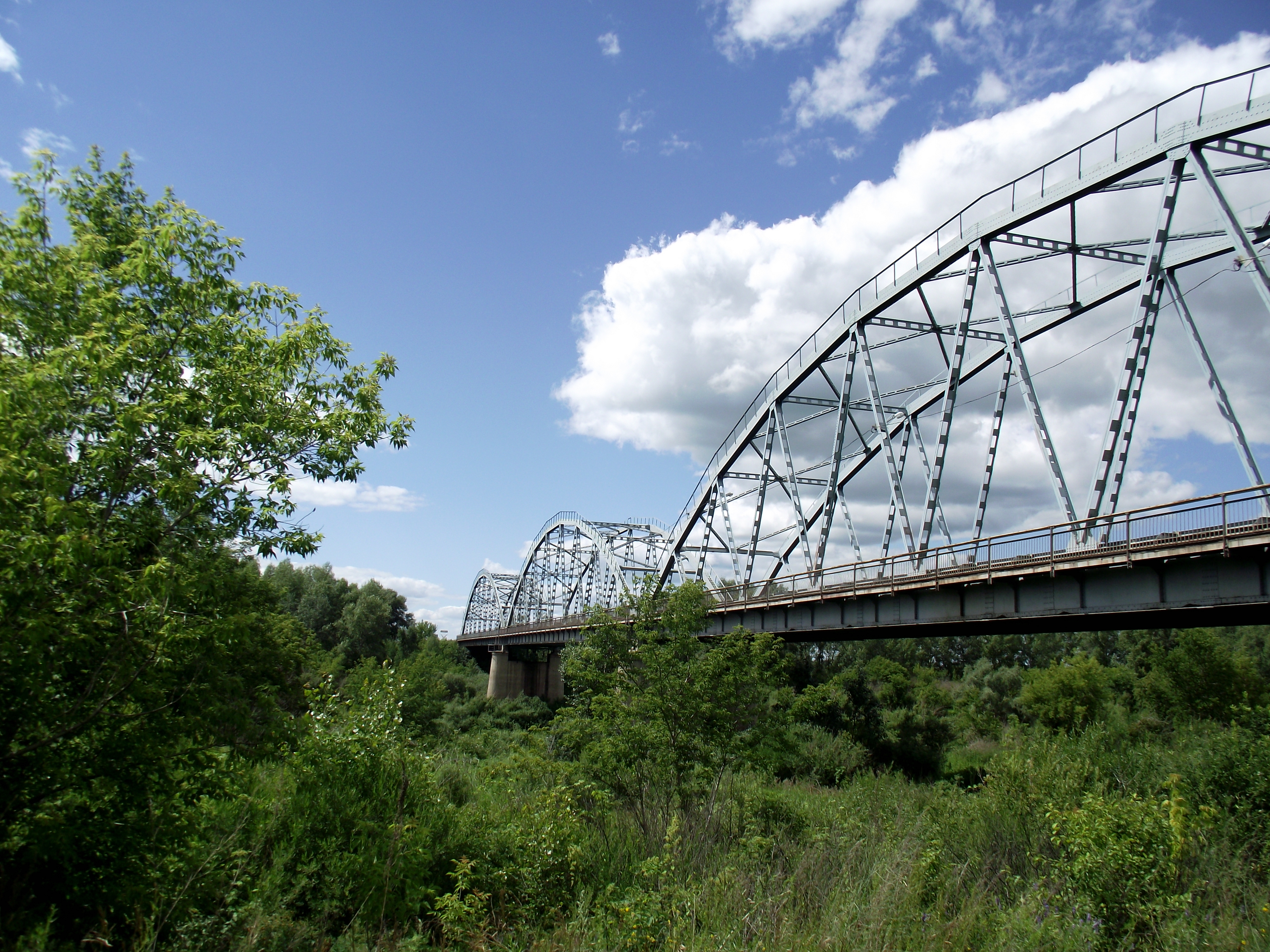
Мост через Ишим
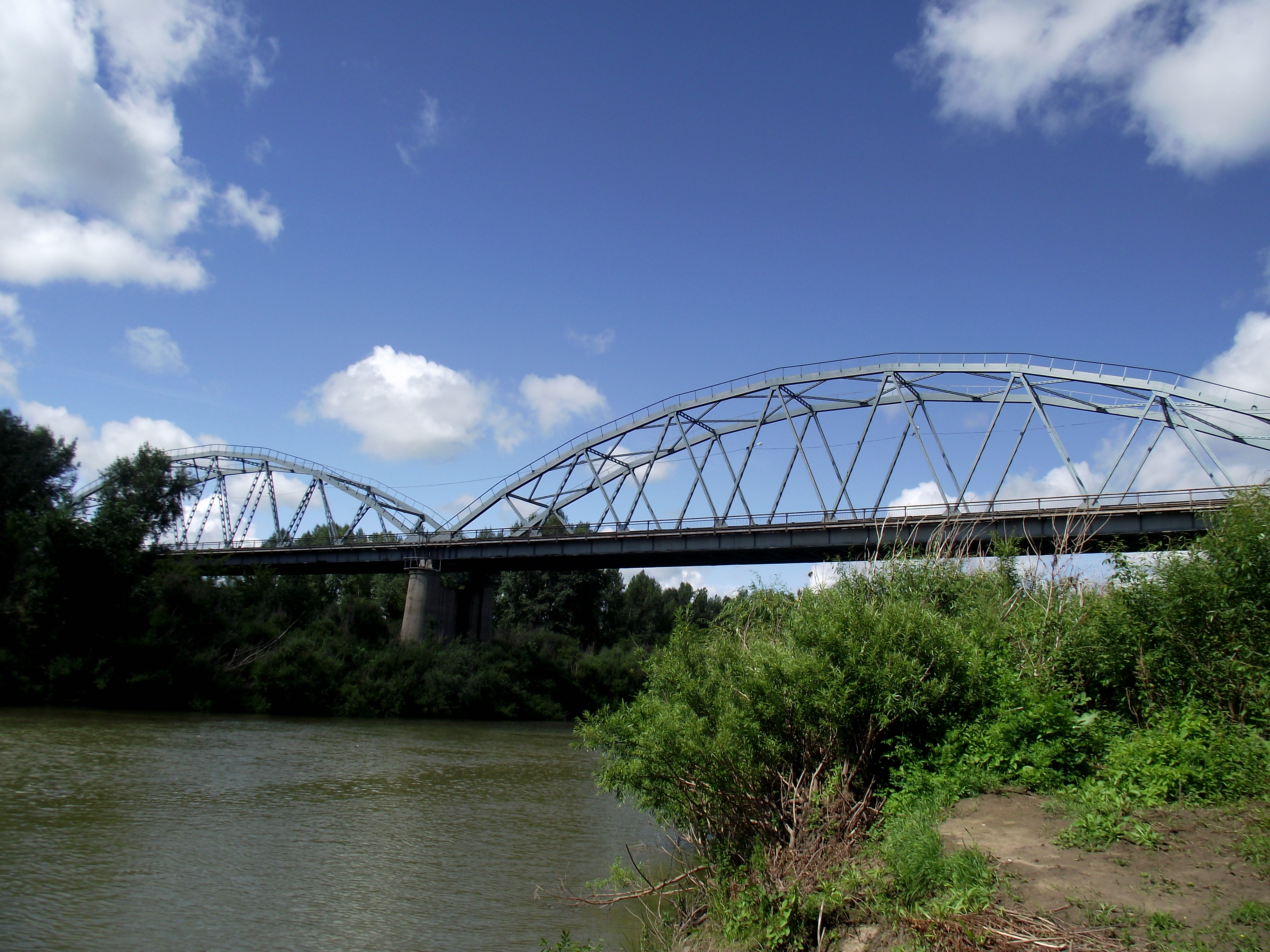
Правый берег Ишима в Покровке
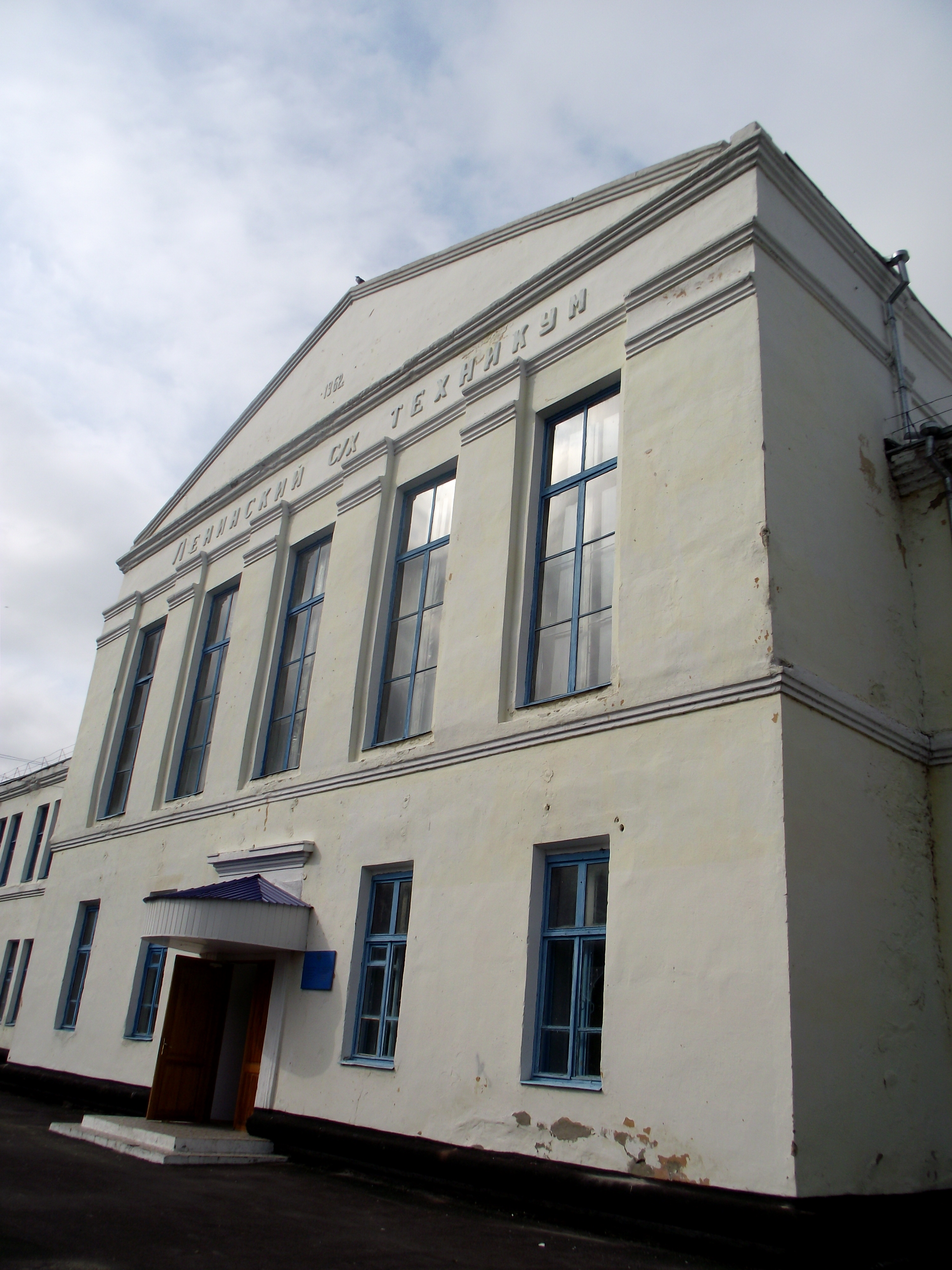
Корпус Есильского сельскохозяйственного колледжа летом 2011 года